# Blaise Kilizou Abalo
Blaise Kilizou Abalo, né en 1947 et décédé le 16 octobre 2013, est un réalisateur, producteur et scénariste togolais. Il est connu comme l'auteur du premier long métrage de fiction togolais, intitulé Kawilasi. 

## Enfance et études
Blaise Kilizou Abalo est né en 1947 à Kanianboua dans la préfecture de Sotoboua au nord du Togo'. Il est psychopédagogue. À l'âge de neuf (09) ans, Abalo découvre le septième art à travers les films indiens et le cinéma Kpèlèbé (films et projections faits avec des moyens rudimentaires). Plus tard, il étudie la réalisation de films et obtient ensuite un diplôme en droit et en psychologie. De 1978 à 1981, il enseigne à  l'université de Ouagadougou. Entre-temps, il collabore avec l'Institut africain d'éducation cinématographique au Burkina Faso.

## Carrière
En janvier 1977, il réalise son premier docufiction titré 10 ans de pouvoir du président Éyadéma. Il est nommé directeur adjoint du service du cinéma et des actualités audiovisuelles du Togo (CINEATO), actuel CNPA (Centre national de production audiovisuelle). Parallèlement, il a commencé à enseigner à l'Institut pédagogique national (IPN), actuellement sous le nom de DIFOP,. En 1992, il réalise le film Kawilasi', qui entre dans l'histoire comme le premier long métrage de fiction togolais. En 1995, le film remporte le Prix spécial du développement humain durable au Festival panafricain du cinéma et de la télévision de Ouagadougou (FESPACO). Il réalise plusieurs autres films et documentaires populaires tels que : Coopération franco-togolaise, La révolte de l'ombre, Le cri du silence, Le mirage de l'espoir, et Le prix du vélo . Plus tard, il a réalisé la série télévisée de 14 épisodes, Dikanakou (Le sida).

## Vie privée
Il est marié à une burkinabé et père de cinq enfants.

## Décès
Blaise Kilizou  Abalo meurt le 16 octobre 2013 à l'âge de 66 ans des suites d'une longue bataille contre le cancer,.

## Filmographie
- 1977: 10 ans de pouvoir du Président Éyadéma (Court métrage documentaire) , Directeur[2]

- 1980: Directeurs D'École (Documentaire court), Réalisateur, écrivain

- 1992: Kawilasi (Film), Réalisateur, Scénariste, Producteur[9]
- 1998: La coopération franco-togolaise (Court métrage documentaire), Directeur
- 1998: La révolte de l'ombre (Documentaire court), Réalisateur, écrivain
- 2002: Le cri du silence (Documentaire court), Réalisateur, écrivain
- 2006: Le Mirage de l'espoir (Documentaire court), Réalisateur, écrivain
- 2009: Lieu De France (Film), Réalisateur, écrivain